# Lech Kowalski
Pour les articles homonymes, voir Kowalski.
Lech Kowalski est un réalisateur américain né à Londres en 1951 de parents polonais.

## Biographie
Lech Kowalski est un cinéaste underground[réf. nécessaire] qui a réalisé une grande partie de ses films à New York. Il a notamment filmé de nombreux documentaires sur la scène punk rock, ainsi que sur les sans-abris ou encore les toxicomanes new-yorkais. Il réside en France depuis 1999.

### Incident
Le 20 septembre 2017, Lech Kowalski est arrêté et passe une nuit en prison pour avoir filmé l'évacuation par les forces de l'ordre des salariés de GM&S, usine située à La Souterraine, qui occupaient la préfecture de Guéret. Le 15 novembre 2017, il passe en jugement pour « rébellion », n'ayant pas obéi à l'ordre des gendarmes de ranger sa caméra au moment des faits. Plus de 400 cinéastes ont signé une pétition de soutien.
Par un courrier aux avocats de Lech Kowalski du 17 novembre 2017, le parquet de Guéret déclare qu'il abandonne les poursuites et classe l'affaire sans suite.

## Filmographie
- 1978 : Walter and Cutie
- 1979 : Sex Stars
- 1980 : D.O.A. avec The Sex Pistols…
- 1987 : Story of a Junkie
- 1991 : Rock Soup
- 1991 : Chico and the people avec Chico Freeman…
- 2000 : The Boot Factory
- 2001 : Born to Lose: The Last Rock and Roll Movie avec Willy DeVille, Dee Dee Ramone, Johnny Thunders…
- 2002 : On Hitler's Highway
- 2003 : Charlie Chaplin In Kabul (Full House In Malalai)
- 2003 : Hey! Is Dee Dee Home? avec Dee Dee Ramone…
- 2003 : Camera Gun avec Aukai Collins
- 2005 : East of Paradise
- 2005 : Diary of a Maried Man
- 2007 : Winners and Losers projeté en clôture du festival de Locarno 2007
- 2008 :  www.camerawar.tv
- 2008 : Unfinished 82 avec Johnny Thunders
- 2010 : The End Of The World Begins With One Lie
- 2011 : www.besider.fr
- 2014 : Holy Field, Holy War
- 2019 : On va tout péter (Blow It to Bits)  - projeté en avant première à la Quinzaine des réalisateurs 2019
- 2020 : This is Paris Too

## Récompenses
Lech Kowalski a obtenu en 1992 le Golden Gate Award du Festival du film de San Francisco pour Rock Soup, puis en 2002, le prix spécial du jury de l'International Documentary Film Festival Amsterdam pour On Hitler's Highway et le grand prix de la Scam (prix du documentaire de création de l'année) pour The Boot Factory.